# 希特基
49°11′50″N 28°35′0″E / 49.19722°N 28.58333°E
希特基（烏克蘭語：Щітки），是烏克蘭的村落，位於該國西南部文尼察州，由文尼察區負責管轄，始建於1770年，面積1.17平方公里，海拔高度303米，2001年人口1,182，人口密度每平方公里1,013.72人。